# Mount Anderson
Mount Anderson är ett berg i Antarktis. Det ligger i Västantarktis. Chile gör anspråk på området. Toppen på Mount Anderson är 4 255 meter över havet.
Terrängen runt Mount Anderson är bergig österut, men västerut är den kuperad. Trakten är obefolkad. Det finns inga samhällen i närheten. 